# Alison Pill
Alison Courtney Pill, född 27 november 1985 i Toronto, Ontario, är en kanadensisk skådespelare.
Hon har synts i långfilmer som  Milk (2008), Scott Pilgrim vs. the World (2010) och Midnatt i Paris (2011). I den sistnämnda porträtterade hon Zelda Fitzgerald. 2009 spelade Pill i TV-serien In Treatment och 2012 fick hon rollen som Maggie Jordan i HBO-dramat Newsroom.
Alison Pill var förlovad med skådespelaren Jay Baruchel 2010–2013. Pill förlovade sig med skådespelaren Joshua Leonard i januari 2015. De gifte sig den 24 maj 2015 och paret har en dotter.

## Filmografi (i urval)
- 2001 – I skuggan av Judy Garland
- 2003 – Pieces of April
- 2004 – Tonårsliv
- 2005 – Dear Wendy
- 2007 – Min brors flickvän
- 2008 – Milk
- 2009 – In Treatment (TV-serie)
- 2010 – Scott Pilgrim vs. the World
- 2010 – Svärdet och spiran
- 2011 – Midnatt i Paris
- 2011 – Goon
- 2012–2014 – The Newsroom (TV-serie)
- 2012 – Förälskad i Rom
- 2020–2022 – Star Trek: Picard (TV-serie)
- 2023 – Hello Tomorrow! (TV-serie)